# Polo aquático nos Jogos Pan-Americanos de 2011 - Masculino
O torneio masculino de polo aquático nos Jogos Pan-Americanos de 2011 ocorreu entre 23 e 29 de outubro no Centro Aquático Scotiabank. Oito equipes participaram do evento, onde a campeã se classificou para os Jogos Olímpicos de 2012, em Londres.

## Medalhistas
|  | USA Estados Unidos |  | CAN Canadá |  | BRA Brasil |
|  | Brian Alexander Anthony Azevedo Ryan Bailey Ronald Beaubien Peter Hudnut Timothy Hutten James Krumpholz Chay Lapin Merrill Moses Jeffrey Powers Jesse Smith Peter Varellas Adam Wright |  | Dusan Aleksic Justin Boyd Nicolas Constantin-Bicari John Conway Dusko Dakic Devon Diggle Aaron Feltham Kevin Graham Constantine Kudaba Jared McElroy Robin Randall Scott Robinson Oliver Vikalo |  | Henrique Carvalho João Felipe Coelho Danilo Correa Jonas Crivella Marcelo Chagas Felipe Silva Luís dos Santos Marcelo Franco Rudá Franco Gustavo Guimarães Bernardo Rocha Gabriel Rocha Emilio Vieira |

## Formato
As oito equipes foram divididas em dois grupos de quatro equipes. Cada equipe enfrentou as outras no mesmo grupo, totalizando três jogos. As duas primeiras colocadas de cada grupo se classificaram as semifinais e as restantes para jogos de definição do quinto ao oitavo lugar. Nas semifinais, as vencedoras disputaram a final e as perdedoras a medalha de bronze.

## Primeira fase
|  | Equipes classificadas à fase final             |
|  | Equipes classificadas à disputa de 5º–8º lugar |

Todas as partidas seguem o fuso horário local (UTC-6).

### Grupo A
| Seleção      | P | J | V | E | D | GP | GC | SG  |
| ------------ | - | - | - | - | - | -- | -- | --- |
| CAN Canadá   | 6 | 3 | 3 | 0 | 0 | 46 | 21 | +25 |
| CUB Cuba     | 4 | 3 | 2 | 0 | 1 | 30 | 33 | –3  |
| MEX México   | 2 | 3 | 1 | 0 | 2 | 24 | 35 | –11 |
| COL Colômbia | 0 | 3 | 0 | 0 | 3 | 29 | 40 | –11 |

| 23 de outubro | Colômbia        | 11 – 12                        | Cuba               | Centro Aquático Scotiabank, Guadalajara      |
| 17:00         | Iván Idarraga 3 | (2–2, 3–3, 4–5, 2–2) Relatório | Ernesto Cisneros 5 | Árbitro: ARG Héctor Valcarce BRA José Werner |

| 23 de outubro | Canadá         | 16 – 4                         | México                        | Centro Aquático Scotiabank, Guadalajara         |
| 18:15         | Kevin Graham 4 | (3–0, 6–0, 3–1, 4–3) Relatório | Jorge Pérez, Armando García 2 | Árbitro: ARG Germán Moller PUR Genaro del Valle |

| 24 de outubro | Canadá                                    | 15 – 10                        | Cuba                                               | Centro Aquático Scotiabank, Guadalajara         |
| 15:45         | Nicolas Constantin-Bicari, Kevin Graham 4 | (4–3, 4–4, 3–1, 4–2) Relatório | Ernesto Cisneros, Rigel Jiménez, Yarbul González 2 | Árbitro: CRO Dragan Stampalija VEN Hugo Paredes |

| 24 de outubro | Colômbia        | 11 – 13                        | México           | Centro Aquático Scotiabank, Guadalajara     |
| 18:15         | Iván Idarraga 3 | (2–3, 4–2, 1–4, 4–4) Relatório | Armando García 4 | Árbitro: BRA André Dester USA Steve Redding |

| 25 de outubro | Canadá                      | 15 – 7                         | Colômbia                         | Centro Aquático Scotiabank, Guadalajara      |
| 15:45         | Nicolas Constantin-Bicari 3 | (4–2, 2–1, 6–1, 3–3) Relatório | Jorge Montoya, Nelson Bejarano 2 | Árbitro: ARG Germán Moller USA Mark Maretzki |

| 25 de outubro | México          | 7 – 8                          | Cuba                              | Centro Aquático Scotiabank, Guadalajara       |
| 18:15         | Edgar O'Brien 3 | (2–3, 2–1, 1–1, 2–3) Relatório | Ernesto Cisneros, Rigel Jiménez 2 | Árbitro: VEN Arnoldo Zambrano BRA José Werner |

### Grupo B
| Seleção            | P | J | V | E | D | GP | GC | SG  |
| ------------------ | - | - | - | - | - | -- | -- | --- |
| USA Estados Unidos | 6 | 3 | 3 | 0 | 0 | 37 | 15 | +22 |
| BRA Brasil         | 4 | 3 | 2 | 0 | 1 | 34 | 26 | +8  |
| ARG Argentina      | 2 | 3 | 1 | 0 | 2 | 23 | 30 | –7  |
| VEN Venezuela      | 0 | 3 | 0 | 0 | 3 | 20 | 43 | –23 |

| 23 de outubro | Estados Unidos   | 16 – 3                         | Venezuela                                     | Centro Aquático Scotiabank, Guadalajara          |
| 14:30         | Timothy Hutten 4 | (7–0, 5–2, 3–1, 1–0) Relatório | Erick Rodulfo, Antonio Pirela, Oliver López 1 | Árbitro: MEX Ricardo Callejas CAN Mikhail Dykman |

| 23 de outubro | Argentina           | 8 – 10                         | Brasil                                                           | Centro Aquático Scotiabank, Guadalajara          |
| 15:45         | Gonzalo Echenique 3 | (2–3, 1–2, 3–3, 2–2) Relatório | Henrique Carvalho, Gabriel Rocha, Jonas Crivella, Felipe Silva 2 | Árbitro: CRO Dragan Stampalija CUB Juan Menéndez |

| 24 de outubro | Estados Unidos                | 8 – 5                          | Brasil                                                                              | Centro Aquático Scotiabank, Guadalajara   |
| 14:30         | Ryan Bailey, Timothy Hutten 2 | (2–0, 2–2, 1–2, 3–1) Relatório | Emilio Vieira, Henrique Carvalho, Jonas Crivella, Felipe Silva, Gustavo Guimarães 1 | Árbitro: CUB Juan Menéndez AHO Frank Bohm |

| 24 de outubro | Argentina      | 8 – 7                          | Venezuela          | Centro Aquático Scotiabank, Guadalajara  |
| 17:00         | Germán Yáñez 3 | (2–1, 4–0, 1–2, 1–4) Relatório | Isaias Fernández 3 | Árbitro: MEX Antonio Mejía CAN Carl Burt |

| 25 de outubro | Estados Unidos   | 13 – 7                         | Argentina                         | Centro Aquático Scotiabank, Guadalajara       |
| 14:30         | Jeffrey Powers 3 | (3–2, 3–2, 4–2, 3–1) Relatório | Gonzalo Echenique, Germán Yáñez 2 | Árbitro: PUR Genaro del Valle CUB Raúl Madera |

| 25 de outubro | Venezuela                                      | 10 – 19                        | Brasil          | Centro Aquático Scotiabank, Guadalajara             |
| 17:00         | Erick Rodulfo, Jorge Henríquez, Oliver López 2 | (1–2, 4–5, 5–6, 0–6) Relatório | Emilio Vieira 4 | Árbitro: CRO Dragan Stampalija MEX Ricardo Callejas |

## Fase final
|  | Semifinais            | Semifinais            |   |                       | Final                 | Final |  |
|  |                       |                       |   |                       |                       |       |  |
|  | 27 de outubro – 15:30 |                       |   |                       |                       |       |  |
|  | CUB Cuba              | 2                     |   |                       |                       |       |  |
|  | USA Estados Unidos    | 12                    |   |                       |                       |       |  |
|  |                       |                       |   |                       |                       |       |  |
|  |                       |                       |   |                       | 29 de outubro – 17:00 |       |  |
|  |                       |                       |   |                       | USA Estados Unidos    | 7     |  |
|  |                       | CAN Canadá            | 3 |                       |                       |       |  |
|  |                       |                       |   |                       |                       |       |  |
|  |                       |                       |   |                       |                       |       |  |
|  |                       |                       |   |                       | 3º lugar              |       |  |
|  | 27 de outubro – 17:00 | 27 de outubro – 17:00 |   | 29 de outubro – 15:30 | 29 de outubro – 15:30 |       |  |
|  | BRA Brasil            | 6                     |   | CUB Cuba              | 7                     |       |  |
|  | CAN Canadá            | 8                     |   |                       | BRA Brasil            | 14    |  |

### Classificação 5º–8º lugar
| 27 de outubro | Colômbia                                      | 9 – 10                         | Argentina         | Centro Aquático Scotiabank, Guadalajara      |
| 12:30         | Iván Idarraga, Jairo Lizarazo, Juan Giraldo 2 | (3–4, 4–2, 1–3, 1–1) Relatório | Iván Carabantes 3 | Árbitro: CUB Juan Menéndez USA Mark Maretzki |

| 27 de outubro | Venezuela       | 5 – 7                          | México                       | Centro Aquático Scotiabank, Guadalajara         |
| 14:00         | Erick Rodulfo 2 | (2–1, 2–3, 1–1, 0–2) Relatório | José Serrano, Perseo Ponce 2 | Árbitro: USA Steve Redding PUR Genaro del Valle |

### Semifinais
| 27 de outubro | Cuba            | 2 – 12                         | Estados Unidos   | Centro Aquático Scotiabank, Guadalajara       |
| 15:30         | Rigel Jiménez 2 | (0–4, 0–2, 2–2, 0–4) Relatório | Jeffrey Powers 3 | Árbitro: CRO Dragan Stampalija AHO Frank Bohm |

| 27 de outubro | Brasil           | 6 – 8                          | Canadá         | Centro Aquático Scotiabank, Guadalajara         |
| 17:00         | Jonas Crivella 2 | (4–1, 0–1, 1–3, 1–3) Relatório | Kevin Graham 3 | Árbitro: VEN Arnoldo Zambrano ARG Germán Moller |

### Disputa pelo 7º lugar
| 29 de outubro | Colômbia          | 11 – 9                         | Venezuela          | Centro Aquático Scotiabank, Guadalajara     |
| 12:30         | Nelson Bejarano 3 | (2–0, 3–5, 1–1, 5–3) Relatório | Isaias Fernández 3 | Árbitro: USA Steve Redding BRA André Dester |

### Disputa pelo 5º lugar
| 29 de outubro | Argentina           | 12 – 10                        | México             | Centro Aquático Scotiabank, Guadalajara          |
| 14:00         | Gonzalo Echenique 5 | (4–2, 1–1, 5–2, 2–5) Relatório | Christian Pulido 6 | Árbitro: CAN Mikhail Dykman VEN Arnoldo Zambrano |

### Disputa pelo bronze
| 29 de outubro | Cuba            | 7 – 14                         | Brasil          | Centro Aquático Scotiabank, Guadalajara     |
| 15:30         | Jhonasy Rivas 4 | (4–4, 0–3, 3–2, 0–5) Relatório | Gabriel Rocha 3 | Árbitro: ARG Héctor Valcarce AHO Frank Bohm |

### Final
| 29 de outubro | Estados Unidos    | 7 – 3                          | Canadá         | Centro Aquático Scotiabank, Guadalajara        |
| 17:00         | Anthony Azevedo 3 | (2–1, 2–1, 1–0, 2–1) Relatório | Kevin Graham 2 | Árbitro: CRO Dragan Stampalija BRA José Werner |

## Classificação final
| Pos.              | Equipe             | Campanha (V–E–D) |
| ----------------- | ------------------ | ---------------- |
| Medalha de ouro   | USA Estados Unidos | 5–0–0            |
| Medalha de prata  | CAN Canadá         | 4–0–1            |
| Medalha de bronze | BRA Brasil         | 3–0–2            |
| 4                 | CUB Cuba           | 2–0–3            |
| 5                 | ARG Argentina      | 3–0–2            |
| 6                 | MEX México         | 2–0–3            |
| 7                 | COL Colômbia       | 1–0–4            |
| 8                 | VEN Venezuela      | 0–0–5            |